# Хохлач, Витольд
Витольд Хохлач (9 ноября 1972, Лида, Гродненская область) — белорусский футболист, центральный защитник и полузащитник.

## Биография
Воспитанник лидского футбола, первый тренер — Иван Прохорович Прохоров. С 1989 года начал привлекаться к матчам местного «Обувщика», выступавшего в чемпионате Белорусской ССР среди коллективов физкультуры. В начале 1990-х годов служил в армии, большую часть службы провёл в спортроте в Лиде.
С 1992 года вместе со своим клубом выступал в высшей лиге Белоруссии. Всего за 11 сезонов независимого чемпионата провёл за «Обувщик»/«Лиду» более 240 матчей и забил более 30 голов, из них в высшей лиге за семь сезонов — 157 матчей и 15 голов. Победитель первой лиги Белоруссии 1993/94 и 1998 годов. Отличался сильным дальним ударом. 9 сентября 1995 года в матче с «Ведричем» (3:0) сделал хет-трик, тем самым стал первым защитником в чемпионате Белоруссии и вторым белорусским защитником после игрока чемпионата СССР Юрия Курненина, кому удалось сделать хет-трик в высшей лиге. 15 мая 2000 года в игре против БАТЭ (2:1) забил гол в ворота Юрия Жевнова ударом со штрафного с центра поля. Лучший бомбардир клуба в 1995 году (5 голов) и 2000 году (3 гола). Помимо игры за «Лиду», в сезоне 1994/95 провёл 5 матчей за КПФ (Слоним), который тогда был фарм-клубом лидской команды.
В конце сезона 2001 года был отчислен из «Лиды» тренером Виталием Рашкевичем. Затем около десяти лет играл в чемпионате Гродненской области за команду «Вороново», становился чемпионом области.
После окончания карьеры работал на пивзаводе, а затем в строительстве.
Разведён, две дочери.